# 日本眼眶牛尾魚
日本瞳鯒（学名：Inegocia japonicus），又稱日本眼眶牛尾魚為輻鰭魚綱鮋形目牛尾魚科的其中一種。

## 分布
分布于朝鲜、日本、台湾岛以及中国南海、东海、黄海南部等海域，属于热带和 温带底层海鱼。该物种的模式产地在長崎。

## 深度
水深5至100公尺。

## 特徵
本魚外觀型態與斑瞳鯒略同，除側線上前部具有6至8小棘。鰓蓋主骨邊緣之皮瓣亦較小且呈犬齒狀。背鰭、臀鰭則有12軟條。頭長為眼徑之2至3.6倍。體成灰褐色，有6條不明顯之橫帶。除臀鰭一致淡色外，各鰭上均有小黑點分布。

## 生態
本魚屬底棲性魚類，游動緩慢，常棲於泥中，以魚類及甲殼類為食。

## 經濟利用
食用魚，以油煎為宜。

## 外部連接
- 維基物種上的相關：日本眼眶牛尾魚